# St. Michael und St. Georg (Michelau im Steigerwald)

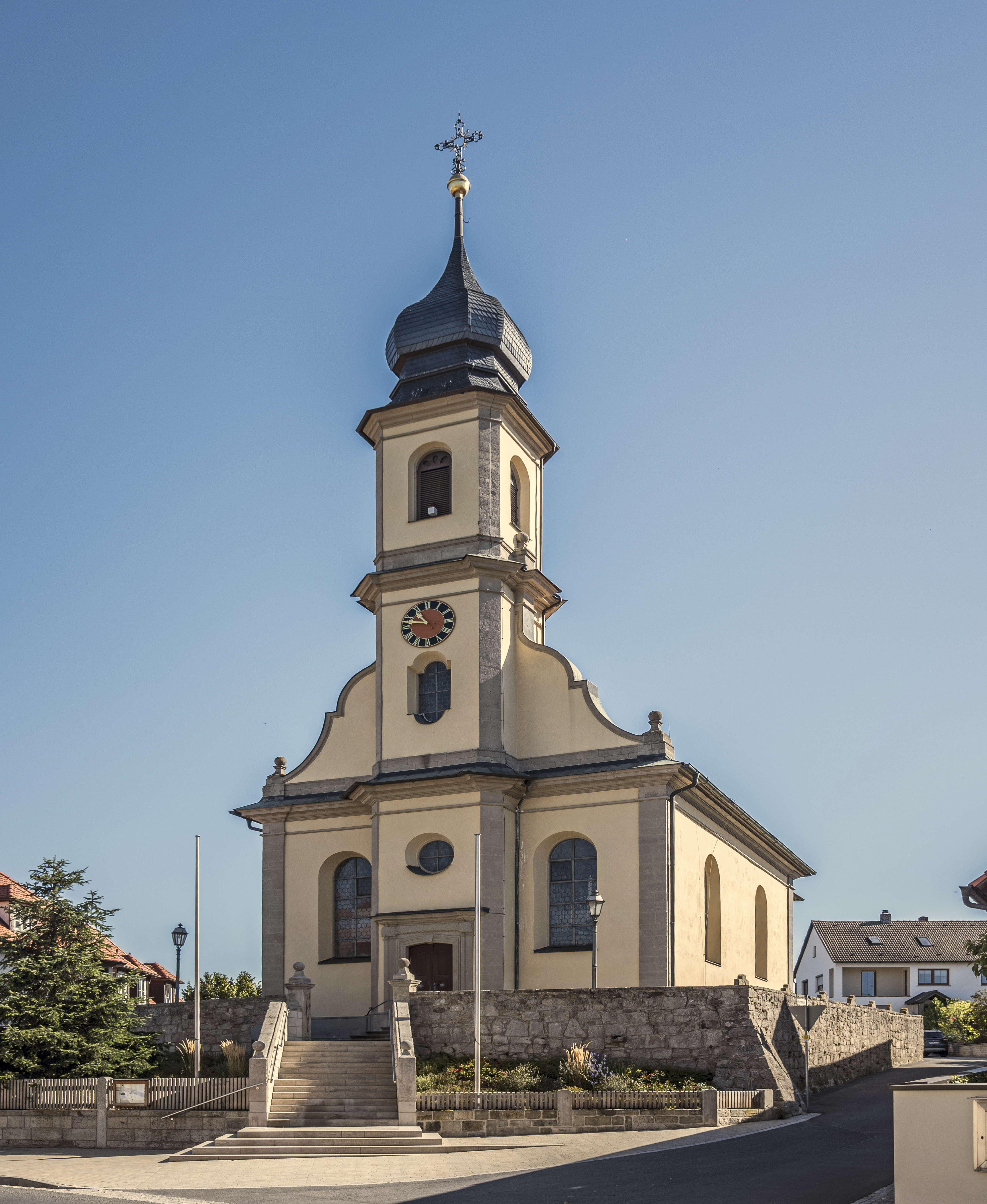
St. Michael und St. Georg (Michelau im Steigerwald)

Die römisch-katholische, denkmalgeschützte Pfarrkirche St. Michael und St. Georg steht in Michelau im Steigerwald, einer Gemeinde im Landkreis Schweinfurt (Unterfranken, Bayern). Das Bauwerk ist unter der Denkmalnummer D-6-78-157-2 als Baudenkmal in der Bayerischen Denkmalliste eingetragen. Die Kirche gehört zur Pfarreiengemeinschaft Kirche am Zabelstein (Traustadt) im Dekanat Schweinfurt-Süd des Bistums Würzburg.

## Beschreibung
Die am 3. Oktober 1752 dem Erzengel Michael und dem heiligen Georg geweihte Saalkirche wurde 1738–52 anstelle des baufällig gewordenen Vorgängerbaus nach einem Entwurf von Balthasar Neumann gebaut. Sie besteht aus einem Langhaus von zwei Jochen, einem eingezogenen, dreiseitig geschlossenen Chor im Osten und einem halb in die mit einem Schweifgiebel bedeckte Fassade eingestellten Fassadenturm im Westen, der mit einer schiefergedeckten Zwiebelhaube bedeckt ist. Das Portal liegt im Erdgeschoss des Turms, das mit einem Kreuzgewölbe überspannt ist. 
Der Innenraum des Langhauses ist mit einem Stichkappengewölbe überspannt, das auf Pfeilern an den Wänden ruht, der des Chors mit einem Tonnengewölbe. Den Übergang zwischen Langhaus und Chor ermöglicht ein Chorbogen. Der Hochaltar wurde 1745/46 eingebaut. Im Altarauszug steht eine Statue des heiligen Michael. Das Altarretabel, das von den Statuen des heiligen Sebastian und des heiligen Georg flankiert wird, zeigt die Kreuzigung. Die Orgel wurde 1750/51 von Johann Philipp Seuffert gebaut.